# Liste der Johannes-Nepomuk-Darstellungen im Bezirk Melk
Der 1729 heiliggesprochene Johannes Nepomuk gilt nach Maria und Josef als der am dritthäufigsten dargestellte Heilige in Österreich. An zahlreichen Standorten gibt es Johannes-Nepomuk-Darstellungen im niederösterreichischen Bezirk Melk.
Erst nach Böhmen, aber noch vor dessen Selig- oder Heiligsprechung, setzte in Niederösterreich jene Verehrung Johannes Nepomuks ein, die sich in Form von Statuen und Bildern dokumentiert. Gemessen an der großen Zahl plastischer und bildhafter Darstellungen ist die Zahl der Johannes Nepomuk geweihten Kirchen im Bezirk Melk allerdings verschwindend gering.

## Standorte
| Foto |                 | Objekt                                                         | Standort                       | Künstler                   | Baujahr | Beschreibung |
| ---- | --------------- | -------------------------------------------------------------- | ------------------------------ | -------------------------- | ------- | --- |
| ja   | Datei hochladen | Nischenfigur Johannes Nepomuk HERIS-ID: 33576 Objekt-ID: 31180 | Aggsbach Dorf ·                |                            |         | Über der Einfahrt in das Haus Nummer 34 von Aggsbach Dorf befindet sich in einer Nische als Haussegenfigur eine Statue Johannes Nepomuks aus der ersten Hälfte des 18. Jahrhunderts. |
| ja   | Datei hochladen | Statue Johannes Nepomuk HERIS-ID: 78783 Objekt-ID: 92448       | Aggsbach Dorf ·                |                            |         | Neben der Kartause von Aggsbach Dorf steht eine Wegkapelle mit einer Statue Johannes Nepomuks aus der Mitte des 18. Jahrhunderts. |
|      | Datei hochladen | Statue Johannes Nepomuk                                        | Aggsbach Dorf                  |                            |         | In der Pfarrkirche von Aggsbach Dorf befindet sich eine Statue Johannes Nepomuks aus der ersten Hälfte des 19. Jahrhunderts. |
| BW   | Datei hochladen | Statue Johannes Nepomuk                                        | Albrechtsberg an der Pielach · |                            |         | Nördlich der Brücke über die Pielach steht seit 2004 eine moderne Wegkapelle mit einer Statue Johannes Nepomuks aus dem zweiten Viertel des 18. Jahrhunderts welche zuvor im Ortszentrum von Loosdorf stand. |
| ja   | Datei hochladen | Statue Johannes Nepomuk HERIS-ID: 68219 Objekt-ID: 81222       | Altenmarkt ·                   |                            | 1727    | Bei der Stiege zum Friedhof von Altenmarkt steht eine aus Ybbs an der Donau stammende Statue Johannes Nepomuks aus dem Jahr 1727 |
| ja   | Datei hochladen | Statue Johannes Nepomuk HERIS-ID: 49448 Objekt-ID: 53153       | Altenmarkt ·                   |                            |         | In der Pfarrkirche von Altenmarkt befindet sich am rechten Seitenaltar eine Darstellung Johannes Nepomuks aus der ersten Hälfte des 18. Jahrhunderts als Mensafigur. |
| ja   | Datei hochladen | Nischenfigur Johannes Nepomuk HERIS-ID: 49450 Objekt-ID: 53155 | Altenmarkt ·                   |                            |         | In der nordseitigen Fassade des Pfarrhofs von Altenmarkt im Yspertal befindet sich eine Rundbogennische mit einer Holzfigur Johannes Nepomuks. Sie stammt vermutlich aus der Mitte des 19. Jahrhunderts. |
| ja   | Datei hochladen | Gemälde Johannes Nepomuk HERIS-ID: 49470 Objekt-ID: 53203      | Artstetten ·                   |                            |         | An der Südwand des Kirchenschiffs in der Pfarrkirche von Artstetten befindet sich ein Porträt Johannes Nepomuks aus der Mitte des 18. Jahrhunderts. |
| BW   | Datei hochladen | Statue Johannes Nepomuk                                        | Bergland ·                     |                            |         | Im Ortsteil Wohlfahrtsbrunn von Bergland steht in der Nische der Betkapelle eine Statue Johannes Nepomuks. |
|      | Datei hochladen | Statue Johannes Nepomuk                                        | Biedermannsdorf                |                            |         | Unter der Orgelempore der Pfarrkirche von Biedermannsdorf befindet sich eine aus der Mitte des 18. Jahrhunderts stammende Skulptur Johannes Nepomuks mit reicher Blattwerkumrahmung. |
| ja   | Datei hochladen | Relief Johannes Nepomuk HERIS-ID: 49552 Objekt-ID: 53374       | Bischofstetten ·               |                            |         | Auf der Kanzel der Pfarrkirche Bischofstetten befindet sich ein Relief des Brückensturzes von Johannes Nepomuk. |
| ja   | Datei hochladen | Gemälde Johannes Nepomuk HERIS-ID: 76435 Objekt-ID: 89999      | Blindenmarkt ·                 |                            |         | Auf dem linken Seitenaltar der Pfarrkirche Blindenmarkt befindet sich ein Altarbild mit einer Darstellung Johannes Nepomuks aus dem dritten Viertel des 18. Jahrhunderts. |
|      | Datei hochladen | Statue Johannes Nepomuk                                        | Blindenmarkt                   |                            |         | Im Ortsteil Weitgraben steht eine Johannes-Nepomuk-Kapelle aus dem 19. Jahrhundert. Das darin befindliche Bild des Heiligen ist mit „Kohers 16..“ bezeichnet. |
|      | Datei hochladen | Statue Johannes Nepomuk                                        | Ebersdorf                      |                            |         | Auf der linken Seite des linken Seitenaltars der Pfarrkirche von Ebersdorf befindet sich eine aus dem Jahr 1788 stammende polychromierte Seitenfigur Johannes Nepomuks. |
| ja   | Datei hochladen | Gemälde Johannes Nepomuk HERIS-ID: 49658 Objekt-ID: 53608      | Emmersdorf an der Donau ·      |                            |         | An der rechten Chorwand der Pfarrkirche Emmersdorf befindet sich das um 1800 entstandene Ölgemälde Verherrlichung des Johannes Nepomuk. |
| ja   | Datei hochladen | Statue Johannes Nepomuk HERIS-ID: 77411 Objekt-ID: 91040       | Emmersdorf an der Donau ·      |                            |         | An der Durchzugsstraße des Ortsteils Seegarten von Emmersdorf steht eine Johannes Nepomuk geweihte Wegkapelle aus der ersten Hälfte des 19. Jahrhunderts. Eine am Giebel befindliche Wandmalerei zeigt den Brückensturz Johannes Nepomuks mit einer Ansicht von Prag, in der Kapelle steht eine Figur des Heiligen.                                                                                          |
| ja   | Datei hochladen | Statue Johannes Nepomuk HERIS-ID: 49655 Objekt-ID: 53605       | Emmersdorf an der Donau ·      |                            |         | An der Fassade des Gemeindeamtes, Emmersdorf an der Donau 22 ist eine Statue Johannes Nepomuks aus dem dritten Viertel des 18. Jahrhunderts angebracht. |
| ja   | Datei hochladen | Statue Johannes Nepomuk                                        | Emmersdorf an der Donau ·      |                            | 2007    | An der Bundesstraße in der Emmersdorfer Au östlich von Emmersdorf steht eine vermutlich spätbarocke Wegkapelle mit einer Statue des hl. Johannes Nepomuk aus dem Jahr 2007. |
| ja   | Datei hochladen | Statue Johannes Nepomuk HERIS-ID: 49668 Objekt-ID: 53636       | Erlauf ·                       |                            |         | In der zwischen 1742 und 1745 errichteten und dem heiligen Johannes Nepomuk geweihten Pfarrkirche von Erlauf befindet sich auf dem Hochaltar ein Gemälde der Glorie des Johannes Nepomuks aus der Mitte des 19. Jahrhunderts aus der Schule von Josef von Führich. Auf dem rechten Seitenaltar befindet sich ein Gemälde des Heiligen aus dem Jahr 1872 und im Langhaus eine Statue aus dem 18. Jahrhundert. |
| ja   | Datei hochladen | Gemälde Johannes Nepomuk HERIS-ID: 49707 Objekt-ID: 53747      | Gansbach ·                     |                            |         | Auf dem Hochaltar der Pfarrkirche von Gansbach befindet sich ein Gemälde Johannes Nepomuks, das der Werkstatt Martin Johann Schmidts zugeschrieben wird. |
| ja   | Datei hochladen | Statue Johannes Nepomuk                                        | Gansbach ·                     |                            |         | Beim Aufgang zur Pfarrkirche von Gansbach steht eine Statue Johannes Nepomuks. |
| BW   | Datei hochladen | Statue Johannes Nepomuk                                        | Gassen ·                       |                            |         | Bei der Brücke über die Melk in Gassen steht eine 1991 von Robert Herfert geschaffene Statue Johannes Nepomuks. |
|      | Datei hochladen | Statue Johannes Nepomuk                                        | Gerolding                      |                            |         | Auf dem linken Seitenaltar der Pfarrkirche von Gerolding befindet sich eine Statue Johannes Nepomuks. |
| BW   | Datei hochladen | Statue Johannes Nepomuk                                        | Hürm ·                         |                            |         | Südwestlich von Hürm steht eine Statue Johannes Nepomuks aus dem Jahr 1737. |
| ja   | Datei hochladen | Statue Johannes Nepomuk                                        | Hürm ·                         |                            |         | Südlich des Hürmer Ortsteils Seeben steht eine Statue des hl. Johannes Nepomuks, deren Postament mit 1912 bezeichnet ist. |
| ja   | Datei hochladen | Statue Johannes Nepomuk HERIS-ID: 77788 Objekt-ID: 91420       | Kemmelbach ·                   |                            |         | In der Hauptstraße von Kemmelbach steht eine von einem Baldachin beschirmte Statue Johannes Nepomuks aus dem zweiten Viertel des 18. Jahrhunderts. |
| ja   | Datei hochladen | Statue Johannes Nepomuk HERIS-ID: 78017 Objekt-ID: 91657       | Kilb ·                         |                            |         | Auf dem Kirchenplatz von Kilb steht eine Statue von Johannes Nepomuk. |
| ja   | Datei hochladen | Statue Johannes Nepomuk HERIS-ID: 50007 Objekt-ID: 54463       | Kirnberg an der Mank ·         |                            |         | Auf dem rechten Seitenaltar der Pfarrkirche von Kirnberg an der Mank befindet sich eine Figur Johannes Nepomuks aus der zweiten Hälfte des 18. Jahrhunderts. |
| ja   | Datei hochladen | Statue Johannes Nepomuk HERIS-ID: 78544 Objekt-ID: 92206       | Kirnberg an der Mank ·         |                            | 1736    | Am Fuß des Schlosshügels von Kirnberg an der Mank steht eine Statue Johannes Nepomuks. Datiert ist diese mit 1736. |
| ja   | Datei hochladen | Statue Johannes Nepomuk                                        | Klein-Pöchlarn ·               |                            |         | Östlich von Klein-Pöchlarn steht eine Wegkapelle mit einer Statue Johannes Nepomuks aus dem 18. Jahrhundert. |
| ja   | Datei hochladen | Relief Johannes Nepomuk                                        | Klein-Pöchlarn ·               | Robert und Andreas Herfert | 2002    | Auf dem Klein-Pöchlarn zugewandten Teil der Donaubrücke Pöchlarn wurde im Jahr 2002 von Robert und Andreas Herfert ein Nepomuk-Kreuz mit Darstellungen des liegenden, stehenden und ins Wasser stürzenden Heiligen errichtet. Finanziert wurde das Kunstwerk aus Mitteln der Straßenbauabteilung des Landes Niederösterreich.                                                                                |
| ja   | Datei hochladen | Statue Johannes Nepomuk                                        | Krummnußbaum ·                 |                            |         | Neben dem Gasthaus Hauptstraße 88, in Krummnußbaum steht ein Bildstock mit einer Figur Johannes Nepomuks, die mit 1710 (?) datiert ist. |
|      | Datei hochladen | Statue Johannes Nepomuk                                        | Krummnußbaum                   |                            |         | In Krummnussbaum steht eine Wegkapelle mit zwei Glasschreinen mit Szenen aus dem Leben Johannes Nepomuks. |
|      | Datei hochladen | Statue Johannes Nepomuk                                        | Krummnußbaum                   |                            |         | In Krummnußbaum steht eine Johannes-Nepomuk-Kapelle mit einer aus Holz geschnitzten Statue Johannes Nepomuks und Putte aus der Mitte des 18. Jahrhunderts. |
|      | Datei hochladen | Statue Johannes Nepomuk                                        | Leiben                         |                            |         | In der Filialkirche von Leiben befindet sich ein mit 1920 datiertes Glasfenster mit einer Darstellung Johannes Nepomuks. |
| ja   | Datei hochladen | Statue Johannes Nepomuk HERIS-ID: 70023 Objekt-ID: 83125       | Leiben ·                       |                            |         | Südlich von Leiben bei der so genannten Johannesbrücke oder auch „Alten Brücke“ über den Weitenbach im Zuge der Straße nach Weitenegg steht eine Statue Johannes Nepomuks. |
| ja   | Datei hochladen | Statue Johannes Nepomuk HERIS-ID: 49772 Objekt-ID: 53881       | Mank ·                         |                            |         | In der Pfarrkirche von Mank steht eine Statue Johannes Nepomuks aus der Zeit um 1730. |
| ja   | Datei hochladen | Statue Johannes Nepomuk                                        | Mank ·                         |                            |         | Im Westen der Alleestraße (vor einem Eingang zum Schloss Strannersdorf) steht eine Statue des hl. Johannes Nepomuk aus dem 18. Jh.; früher befand sie sich weiter östlich, in der Nähe der Johannesgasse in Mank. |
|      | Datei hochladen | Statue Johannes Nepomuk                                        | Marbach an der Donau           |                            |         | Neben dem linken Seitenaltar der Pfarrkirche von Marbach an der Donau befindet sich eine polychromierte Statue Johannes Nepomuks aus dem Jahr 1709. |
|      | Datei hochladen | Statue Johannes Nepomuk                                        | Marbach an der Donau           |                            |         | An der Fassade des Obergeschoßes des als Schwarzes Rössl bezeichneten Hauses Marbach an der Donau, Marktstraße 34 befindet sich eine Nischenfigur aus der Mitte des 18. Jahrhunderts. |
|      | Datei hochladen | Statue Johannes Nepomuk                                        | Marbach an der Donau           |                            |         | In Frisenegg befindet sich eine Wegkapelle mit einer Statue Johannes Nepomuks aus der zweiten Hälfte des 18. Jahrhunderts. |
| BW   | Datei hochladen | Statue Johannes Nepomuk                                        | Marbach an der Donau ·         |                            |         | An der Uferpromenade befindet sich eine Vitrine mit einer denkmalgeschützten Statue Johannes Nepomuks. |
| ja   | Datei hochladen | Gemälde Johannes Nepomuk HERIS-ID: 50199 Objekt-ID: 54927      | Maria Taferl ·                 | Johann Georg Schmidt       | 1735    | Am linken Vierungspfeiler der Pfarr- und Wallfahrtskirche von Maria Taferl befindet sich ein Johannes-Nepomuk-Altar aus dem Jahr 1735 mit dem Altargemälde Johannes Nepomuk spendet Almosen aus dem gleichen Jahr von Johann Georg Schmidt. Über dem Altar befindet sich die von Putten umgebene plastische Darstellung der Wallfahrtskirche von Alt-Bunzlau.                                                |
| ja   | Datei hochladen | Statue Johannes Nepomuk HERIS-ID: 67197 Objekt-ID: 80144       | Melk ·                         | Peter Widerin              | 1736    | Auf dem Hauptplatz von Melk steht eine Statue Johannes Nepomuks mit zwei Putten von Peter Widerin aus dem Jahr 1736. |
| ja   | Datei hochladen | Statue Johannes Nepomuk                                        | Münichreith ·                  |                            |         | Im Westteil von Münichreith steht eine Wegkapelle mit einer Darstellung Johannes Nepomuks aus dem 18. Jahrhundert in einer Vitrine. |
| BW   | Datei hochladen | Statue Johannes Nepomuk                                        | Neuhofen ·                     |                            |         | Beim Brunnenbecken in Neuhofen befindet sich in einer Säulennische eine Figur Johannes Nepomuks aus der ersten Hälfte des 19. Jahrhunderts. |
|      | Datei hochladen | Statue Johannes Nepomuk                                        | Neukirchen am Ostrong          |                            |         | Auf dem rechten Seitenaltar der Wallfahrtskirche und Pfarrkirche Neukirchen am Ostrong befindet sich ein aus dem Ende des 17. Jahrhunderts stammendes Bild Johannes Nepomuks. |
| ja   | Datei hochladen | Statue Johannes Nepomuk HERIS-ID: 38932 Objekt-ID: 38566       | Neumarkt an der Ybbs ·         |                            |         | Am linken Hauptschiffpfeiler der Pfarrkirche Neumarkt an der Ybbs befindet sich eine Figur Johannes Nepomuks aus der Zeit um 1700. |
| ja   | Datei hochladen | Statue Johannes Nepomuk HERIS-ID: 77810 Objekt-ID: 91443       | Neumarkt an der Ybbs ·         |                            |         | Auf dem Marktplatz von Neumarkt an der Ybbs steht eine Statue Johannes Nepomuks aus der Mitte des 18. Jahrhunderts. |
| ja   | Datei hochladen | Statue Johannes Nepomuk HERIS-ID: 77794 Objekt-ID: 91426       | Neumarkt an der Ybbs ·         |                            |         | In Waasen in Neumarkt an der Ybbs befindet sich eine Giebelkapelle aus dem Jahr 1980 mit einer Statue Johannes Nepomuks, die möglicherweise aus dem Anfang des 19. Jahrhunderts stammt. |
| ja   | Datei hochladen | Statue Johannes Nepomuk HERIS-ID: 50325 Objekt-ID: 55174       | Nöchling ·                     |                            |         | An der Westfassade der Pfarrkirche von Nöchling befindet sich links vom Hauptportal eine Darstellung Johannes Nepomuks aus dem zweiten Viertel des 18. Jahrhunderts als Konsolfigur und auf dem rechten Seitenaltar eine aus Holz geschnitzte Darstellung aus der Mitte des 18. Jahrhunderts als rechte Seitenfigur.                                                                                         |
|      | Datei hochladen | Statue Johannes Nepomuk                                        | Persenbeug                     |                            |         | An der Langhauswand der ehemaligen Pfarrkirche befindet sich eine polychromierte Statue Johannes Nepomuks aus der zweiten Hälfte des 18. Jahrhunderts. |
| ja   | Datei hochladen | Statue Johannes Nepomuk HERIS-ID: 111264 Objekt-ID: 129056     | Persenbeug ·                   |                            | 1737    | Vor Schloss Persenbeug steht eine Statue Johannes Nepomuks aus dem Jahr 1737. |
| ja   | Datei hochladen | Statue Johannes Nepomuk HERIS-ID: 50386 Objekt-ID: 55309       | Petzenkirchen ·                |                            | 1907    | Auf dem Seitenaltar der Pfarrkirche von Petzenkirchen befindet sich eine Statuette Johannes Nepomuks aus dem Jahr 1907. |
| ja   | Datei hochladen | Statue Johannes Nepomuk HERIS-ID: 68196 Objekt-ID: 81199       | Petzenkirchen ·                |                            |         | In der Nähe von Schloss Petzenkirchen steht eine Statue Johannes Nepomuks aus der Mitte des 18. Jahrhunderts. |
| ja   | Datei hochladen | Statue Johannes Nepomuk HERIS-ID: 67041 Objekt-ID: 79963       | Pielach ·                      |                            |         | Südöstlich von Pielach steht eine Wegkapelle aus dem Jahr 1760 mit einer Statue Johannes Nepomuks aus der Zeit um 1730 bis 1740. |
| ja   | Datei hochladen | Gemälde Johannes Nepomuk HERIS-ID: 50437 Objekt-ID: 55414      | Pöchlarn ·                     | Martin Johann Schmidt      | 1753    | Auf dem rechten Seitenaltar der Pfarrkirche von Pöchlarn befinden sich ein 1753 von Martin Johann Schmidt geschaffenes Gemälde von der Aufnahme Johannes Nepomuks in den Himmel und eine Prozessionsfahne mit einer Darstellung Johannes Nepomuks aus dem Anfang des 20. Jahrhunderts. |
| ja   | Datei hochladen | Statue Johannes Nepomuk HERIS-ID: 68361 Objekt-ID: 81366       | Pöchlarn ·                     |                            | 1725    | Auf dem Kirchhof von Pöchlarn befindet sich eine Johannes-Nepomuk-Kapelle mit einer Statue des Heiligen aus dem Jahr 1725. |
| ja   | Datei hochladen | Statue Johannes Nepomuk HERIS-ID: 76353 Objekt-ID: 89913       | Pöchlarn ·                     |                            | 1725    | Beim Welser Turm von Pöchlarn steht eine Statue Johannes Nepomuks mit einer Puttengruppe aus dem Jahr 1725. |
| ja   | Datei hochladen | Relief Johannes Nepomuk HERIS-ID: 68351 Objekt-ID: 81356       | Pöchlarn ·                     |                            |         | In der Wiener Straße von Pöchlarn steht die so genannte Herzogenburgersäule mit einem Relief Johannes Nepomuks aus der zweiten Hälfte des 17. Jahrhunderts. |
| ja   | Datei hochladen | Statue Johannes Nepomuk HERIS-ID: 69989 Objekt-ID: 83090       | Pöggstall ·                    |                            |         | Beim Haus Pöggstall 13 steht eine Statue Johannes Nepomuks aus der zweiten Hälfte des 18. Jahrhunderts. |
| ja   | Datei hochladen | Statue Johannes Nepomuk HERIS-ID: 50458 Objekt-ID: 55459       | Raxendorf ·                    |                            |         | An der rechten Seite des Langhauses der Pfarrkirche von Raxendorf befindet sich eine schwarz-gold gefasste Statue Johannes Nepomuks aus dem dritten Viertel des 18. Jahrhunderts. |
| ja   | Datei hochladen | Statue Johannes Nepomuk HERIS-ID: 50500 Objekt-ID: 55550       | Ruprechtshofen ·               | Franz Schmalzl             | 1903    | Im Auszug des aus dem Jahr 1903 stammenden Hochaltars der Pfarrkirche von Ruprechtshofen befindet sich eine Figur Johannes Nepomuks. |
| BW   | Datei hochladen | Statue Johannes Nepomuk                                        | Hub ·                          |                            |         | In Hub steht ein Bildstock Johannes Nepomuks aus dem Ende des 18. Jahrhunderts. |
| ja   | Datei hochladen | Statue Johannes Nepomuk HERIS-ID: 50625 Objekt-ID: 55765       | St. Leonhard am Forst ·        |                            |         | In der Loreto-Kapelle in der Pfarrkirche von Sankt Leonhard am Forst befinden sich von Wolf Ehrenreich Graf Auersperg um 1713 gestiftete Statuen der heiligen Josef, Sebastian und Johannes Nepomuk. In der Marienkapelle befindet sich ein Bild Johannes Nepomuks aus der Zeit um 1724. Auf der Chorbrüstung steht eine Figur des Heiligen aus dem Ende des 18. Jahrhunderts.                               |
| ja   | Datei hochladen | Statue Johannes Nepomuk                                        | St. Leonhard am Forst ·        |                            |         | In der Nische eines Hauses in der Kirchenstraße befindet sich eine Statue Johannes Nepomuks aus der Zeit um 1800. |
| ja   | Datei hochladen | Statue Johannes Nepomuk HERIS-ID: 79294 Objekt-ID: 92969       | St. Martin am Ybbsfelde ·      |                            |         | Am Chor der Pfarrkirche von Sankt Martin am Ybbsfelde befindet sich eine Figur Johannes Nepomuks aus der zweiten Hälfte des 18. Jahrhunderts. |
| ja   | Datei hochladen | Statue Johannes Nepomuk HERIS-ID: 50636 Objekt-ID: 55783       | Sankt Oswald ·                 |                            |         | Auf dem linken Seitenaltar der Pfarrkirche von Sankt Oswald befindet sich eine Darstellung Johannes Nepomuks aus dem zweiten Viertel des 18. Jahrhunderts als Seitenfigur. |
| ja   | Datei hochladen | Statue Johannes Nepomuk HERIS-ID: 50689 Objekt-ID: 55920       | Säusenstein ·                  |                            |         | An der Nordseite des Langhauses in der Pfarrkirche von Säusenstein (gegenüber der Kanzel) befindet sich eine Statue Johannes Nepomuks vom Ende des 18. Jahrhunderts. |
| ja   | Datei hochladen | Statue Johannes Nepomuk HERIS-ID: 34879 Objekt-ID: 33369       | Säusenstein ·                  |                            |         | An der Schlossstraße in Säusenstein (nahe der Kreuzung mit der Parkstraße) steht eine lebensgroße Figur Johannes Nepomuks aus der Mitte des 18. Jahrhunderts. |
|      | Datei hochladen | Statue Johannes Nepomuk HERIS-ID: 50573 Objekt-ID: 55673       | Seiterndorf                    |                            |         | In der Ortskapelle von Seiterndorf befindet sich eine Statue Johannes Nepomuks aus dem 18. Jahrhundert. |
| ja   | Datei hochladen | Statue Johannes Nepomuk HERIS-ID: 70989 Objekt-ID: 84133       | Texingtal ·                    |                            |         | Nördlich der Kirche von Texingtal steht eine Statue Johannes Nepomuks aus dem 18. Jahrhundert. |
| ja   | Datei hochladen | Statue Johannes Nepomuk                                        | Theinstetten ·                 |                            | 1723    | |
|      | Datei hochladen | Statue Johannes Nepomuk                                        | Weinling                       |                            |         | In einer Kapelle in Weinling befindet sich eine Statue Johannes Nepomuks, die möglicherweise aus dem 18. Jahrhundert stammt. |
| ja   | Datei hochladen | Statue Johannes Nepomuk HERIS-ID: 50812 Objekt-ID: 56190       | Weiten ·                       |                            |         | Auf dem Johannes-Nepomuk-Altar an der linken Seite der Pfarrkirche von Weiten befindet sich unter einer flachen Baldachinkuppel eine möglicherweise aus der Zeit um 1900 stammende Statue des Heiligen. Auf dem Volutenauszug befindet sich ein Gemälde mit der Darstellung des aufgebahrten Leichnams Johannes Nepomuks.                                                                                    |
| ja   | Datei hochladen | Statue Johannes Nepomuk                                        | Weiten ·                       |                            |         | Bei der beim nördlichen Ortsende befindlichen Brücke steht ein Bildstock mit einer aus Holz geschnitzten Statue Johannes Nepomuks aus dem Ende des 18. Jahrhunderts. |
| ja   | Datei hochladen | Gemälde Johannes Nepomuk                                       | Weiten ·                       |                            | 2014    | Auf dem Kirchenplatz von Weiten steht ein Nischenbildstock mit einem Gemälde des hl. Johannes Nepomuk (im Hintergrund die Karlsbrücke in Prag); am unteren Bildrand ein Schriftband „Tacui - Ich habe geschwiegen“ und die Jahreszahl 2014. |
| ja   | Datei hochladen | Nischenfigur Johannes Nepomuk                                  | Weitenegg ·                    |                            |         | Am Gasthaus in Weitenegg 10 befindet sich eine Nischenfigur hl. Johannes Nepomuk. |
| ja   | Datei hochladen | Statue Johannes Nepomuk HERIS-ID: 67106 Objekt-ID: 80046       | Winden ·                       |                            |         | Neben der Brücke in Winden steht eine Statue Johannes Nepomuks aus dem Jahr 1725, die möglicherweise von Gerhard Axenmacher stammt. |
| ja   | Datei hochladen | Statue Johannes Nepomuk                                        | Wolfstein ·                    |                            |         | Neben dem Haus Wolfstein 2, Gemeinde Schönbühel-Aggsbach, steht ein Bildstock mit einer Statue des hl. Johannes Nepomuk (Ende 20./Anfang 21. Jh.). |
| ja   | Datei hochladen | Statue Johannes Nepomuk HERIS-ID: 50893 Objekt-ID: 56372       | Ybbs an der Donau ·            |                            |         | In der Pfarrkirche von Ybbs an der Donau befindet sich eine Statue Johannes Nepomuks aus dem 18. Jahrhundert. |
| ja   | Datei hochladen | Gemälde Johannes Nepomuk HERIS-ID: 50893 Objekt-ID: 56372      | Ybbs an der Donau ·            |                            |         | In der Pfarrkirche von Ybbs an der Donau befindet sich auf der Orgelempore ein Gemälde Johannes Nepomuks. |
| ja   | Datei hochladen | Bild Johannes Nepomuk HERIS-ID: 35337 Objekt-ID: 34078         | Ybbs an der Donau ·            |                            |         | Auf einem Haus auf dem Kirchenplatz von Ybbs an der Donau befindet sich ein Haussegenbild mit der Darstellung Johannes Nepomuks vor der Madonna. |
| ja   | Datei hochladen | Statue Johannes Nepomuk HERIS-ID: 63021 Objekt-ID: 75628       | Ybbs an der Donau ·            |                            |         | Bei der Brücke über den Stadtgraben beim Burgplatz in Ybbs an der Donau steht eine Statue Johannes Nepomuks aus der ersten Hälfte des 18. Jahrhunderts. |
| ja   | Datei hochladen | Statue Johannes Nepomuk HERIS-ID: 63028 Objekt-ID: 75635       | Ybbs an der Donau ·            |                            | 1723    | Bei der Brücke über den Werksbach im Zuge der Bundesstraße steht südöstlich von Ybbs an der Donau eine aus dem Jahr 1723 stammende Statue Johannes Nepomuks. |
| ja   | Datei hochladen | Statue Johannes Nepomuk HERIS-ID: 50896 Objekt-ID: 56376       | Ysper ·                        | Josef Kepplinger           | 1891    | Auf dem Hochaltar der Pfarrkirche von Ysper befinden sich aus dem Jahr 1891 stammende Statuen der heiligen Florian und Johannes Nepomuk. |
|      | Datei hochladen | Statue Johannes Nepomuk                                        | Zelking                        |                            |         | An der linken Chorwand der Pfarrkirche von Zelking befindet sich ein Gemälde mit einer Darstellung der Verklärung des Johannes Nepomuks aus der ersten Hälfte des 18. Jahrhunderts. Das Bildnis befand sich ursprünglich in der Schlosskapelle Matzleinsdorf. Auf dem linken Seitenaltar und an der Rückwand der Empore befinden sich je eine barocke Figur des Heiligen.                                    |